# بدره اي (مقاطعة إسلام آباد غرب)
بدره‌اي (بالفارسية: بدره‌ای) هي منطقة سكنية تقع في قسم حومة الشمالي الريفي (مقاطعة إسلام آباد غرب) في إيران. يقدر عدد سكانها بـ 2,024 نسمة .